# 조슈아 블로치

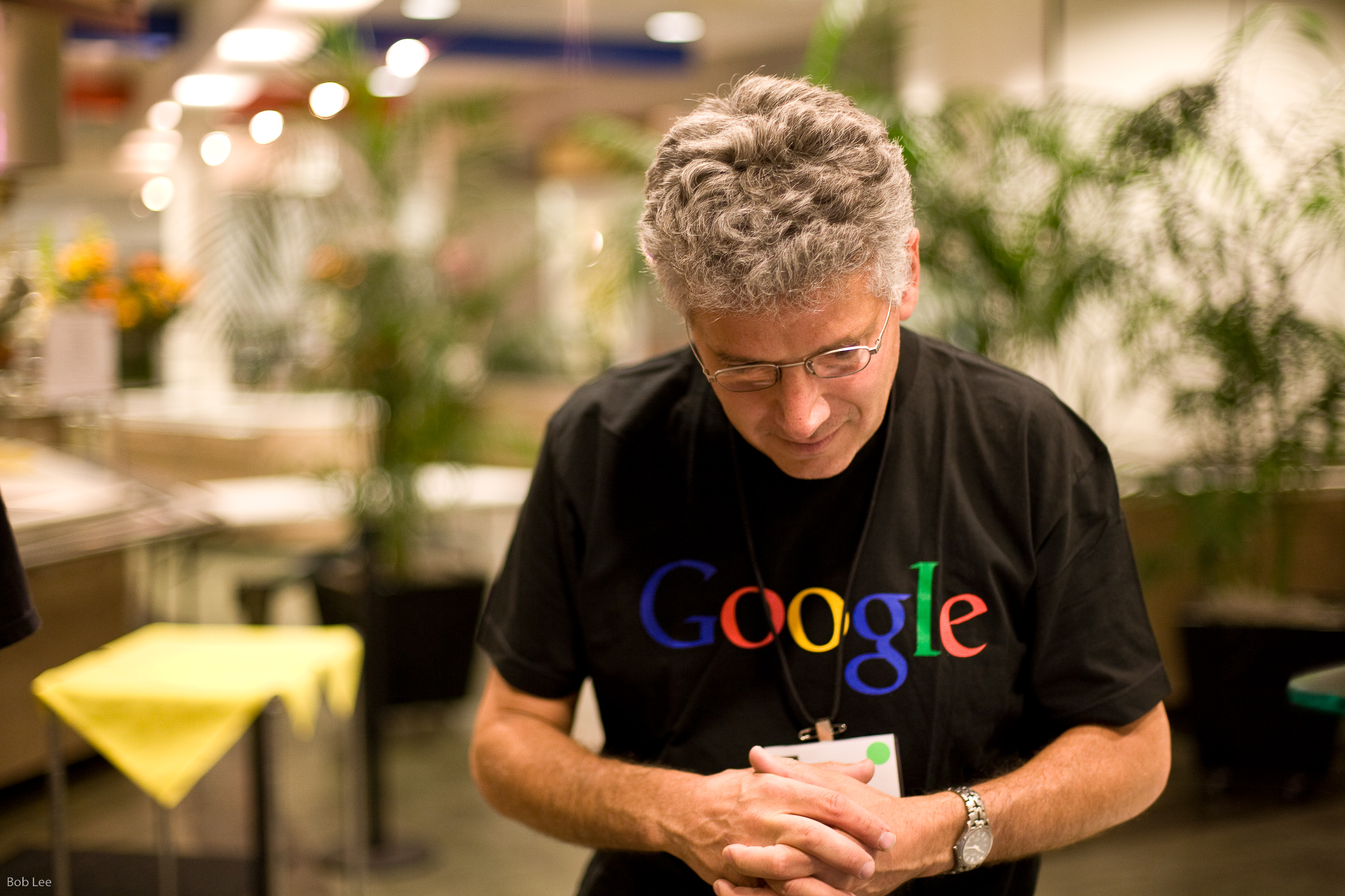
2008년

조슈아 J. 블로치(Joshua J. Bloch, 1961년 8월 28일~ )는 미국의 소프트웨어 공학자이자 기술 저자이며, 썬 마이크로시스템즈와 구글의 전 직원이다. 그는 자바 컬렉션 프레임워크, java.math 패키지, assert 매커니즘을 포함한 수많은 자바 플랫폼의 설계와 구현을 주도하였다.
프로그래밍 가이드 《이펙티브 자바》(Effective Java, 2001년)의 저자이며, 해당 책은 2001년 졸트상을 수상하였고, 《자바 퍼즐러》(Java Puzzlers, 2005년)와 《자바 컨커런시 인 프랙티스》(Java Concurrency In Practice, 2006)라는 다른 두 권의 자바 책의 공동 저자이다.
블로치는 컬럼비아 대학교에서 컴퓨터 과학 학사 학위를, 카네기 멜런 대학교에서 컴퓨터 과학 박사 학위를 받았다. 그의 1990년 논문 제목은 《추상 데이터 객체의 복제에 관한 실용적 접근》(A Practical Approach to Replication of Abstract Data Objects)이었으며 ACM Distinguished Doctoral Dissertation Award에 지명되었다.
블로치는 Transarc의 선임 시스템 디자이너로 일하다가 나중에 썬 마이크로시스템즈의 Distinguished Engineer로 일했다. 2004년 6월 썬을 떠나 구글의 수석 자바 아키텍트가 되었다. 2012년 8월 3일, 블로치는 구글을 떠날 것이라고 발표하였다.
2004년 12월, 자바 개발자 저널(Java Developer's Journal)은 블로치를 세계 최고의 40대 소프트웨어 인물 가운데 한 명으로 지명하였다.

## 참고 문헌
- Effective Java: Programming Language Guide, ISBN 0-201-31005-8, 2001; second edition: ISBN 978-0-321-35668-0, 2008; third edition: ISBN 978-0134685991, 2017
- Java Puzzlers: Traps, Pitfalls, and Corner Cases, ISBN 0-321-33678-X, 2005 (co-authored with Neal Gafter)
- Java Concurrency in Practice, ISBN 0-321-34960-1, 2006 (co-authored with Brian Goetz, Tim Peierls, Joseph Bowbeer, David Holmes, and en:Doug Lea)